# Championnats d'Afrique de course en ligne de canoë-kayak 2001
Navigation
2002
Les championnats d'Afrique de course en ligne 2001 sont la première édition des championnats d'Afrique de course en ligne de canoë-kayak. Ils ont lieu en juillet 2001 à Rabat au Maroc.

## Médaillés seniors

### Hommes
| Épreuves   | Or              | Argent                 | Bronze |
| ---------- | --------------- | ---------------------- | ------ |
| K1 500 m   | Doug Berg (RSA) |                        |        |
| K1 3 000 m | Doug Berg (RSA) | Neal Cunninghame (RSA) |        |

### Femmes
| Épreuves   | Or                 | Argent               | Bronze               |
| ---------- | ------------------ | -------------------- | -------------------- |
| K1 500 m   | Kate Cornish (RSA) | Danica Vorster (RSA) | Bronwyn Dalton (RSA) |
| K1 3 000 m | Kate Cornish (RSA) | Danica Vorster (RSA) | Bronwyn Dalton (RSA) |